# Luis Fortuño
Luis Guillermo Fortuño-Burset (San Juan, 31 ottobre 1960) è un politico portoricano, decimo governatore del Commonwealth di Porto Rico, nonché presidente del Nuovo Partito Progressista di Porto Rico (PNP) e membro del Partito Repubblicano degli Stati Uniti.

## Biografia
Negli anni novanta Fortuño ricoprì i ruoli di primo segretario nel Dipartimento dello sviluppo economico e del commercio di Porto Rico, direttore esecutivo dell'Ente del turismo di Porto Rico e presidente della Hotel Development Corporation  (HDC), durante l'amministrazione di Pedro Rosselló.
Nel 2003 Fortuño ottenne la candidatura per il 2004 del PNP alla nomina di delegato residente di Porto Rico nelle elezioni primarie contro il precedente governatore Carlos Romero Barceló e il precedente presidente del Senato Charlie Rodríguez. Fu quindi eletto delegato residente nel 2004, battendo il senatore Roberto Prats. Fortuño rappresentò Porto Rico al Congresso degli Stati Uniti dal 2004 al 2008 e ricoprì il ruolo di presidente della Conferenza congressuale ispanica e di membro onorario della United States House Natural Resources Subcommittee on Insular Affairs, Oceans and Wildlife.
Nel corso del 2008 Fortuño ottenne la candidatura del PNP alla carica di governatore, superando nelle primarie, con un ampio margine, il precedente governatore e senatore Pedro Rosselló. Quindi venne eletto governatore nelle elezioni politiche del 2008, battendo ampiamente l'incombente Aníbal Acevedo Vilá.
Fortuño vanta il primato di essere il primo repubblicano ad essere stato eletto governatore di Porto Rico dal 1969 e il secondo governatore repubblicano dal 1949. È stato inoltre il secondo rappresentante repubblicano di Porto Rico nella storia dell'isola.